# Декера
Декерата (на латински: decemremis; на старогръцки: δεκήρης, [dekērēs]) е вид древен военен кораб от вид триера. На дължина е около 71 m, на ширина около 20 m, а на дълбочина е 1,9 m. Всяко гребло е обслужвано от пет гребци. Корабът събирал 700 екипаж, 35 души морски персонал и още 510 морски войници. Общо можело да се транспортират около 1000 души. След битката при Акциум декерите изчезват от римската флота, но са строени през 37 – 41 г. само за корабни игри.